# Porto Open (Challenger)
Il Porto Open (Challenger) è stato un torneo professionistico di tennis facente parte dell'ATP Challenger Tour. Si è giocato annualmente dal 1982 al 1998, a Porto in Portogallo.
Il torneo ha una lunga tradizione, la prima edizione denominata Campeonatos Internacionais de Portugal disputata venne giocata nel 1902 su campi in terra rossa.

## Albo d'oro

### Singolare
| Anno       | Campione              | Finalista          | Punteggio     |
| ---------- | --------------------- | ------------------ | ------------- |
| 1998       | Younes El Aynaoui (2) | Stefan Koubek      | 4–6, 6–2, 6–4 |
| 1997       | Non disputato         | Non disputato      | Non disputato |
| 1996       | Richard Fromberg      | Galo Blanco        | 6–3, 7–6      |
| 1995       | Non disputato         | Non disputato      | Non disputato |
| 1998       | Gilbert Schaller      | Marcelo Filippini  | 6–2, 7–5      |
| 1993 (2)   | Franco Davín          | Gabriel Markus     | 6–4, 6–3      |
| 1993       | Younes El Aynaoui (1) | Jordi Arrese       | 7–5, 0–6, 6–4 |
| 1992 (2)   | Jordi Arrese          | Lars Jonsson       | 2–6, 6–1, 6-0 |
| 1992       | José Francisco Altur  | Claudio Mezzadri   | 1–6, 7–6, 7–5 |
| 1991 (2)   | Bart Wuyts            | Martin Wostenholme | 6–3, 7–5      |
| 1991       | Stefano Pescosolido   | Roberto Azar       | 6–1, 6–1      |
| 1990       | Mark Koevermans       | Franco Davín       | 6–3, 6–3      |
| 1989       | Andrej Čerkasov       | Javier Sánchez     | 7–6, 7–5      |
| 1988       | Paul Dogger           | Michiel Schapers   | 6–2, 3–6, 6–3 |
| 1987       | Christian Bergström   | Alex Antonitsch    | 6–1, 6–3      |
| 1986- 1983 | Non disputato         | Non disputato      | Non disputato |
| 1982       | Jairo Velasco, Sr.    | Juan Avendaño      | 6–7, 6–3, 6–3 |

### Doppio
| Anno       | Campioni                                 | Finalisti                           | Punteggio     |
| ---------- | ---------------------------------------- | ----------------------------------- | ------------- |
| 1998       | Juan Ignacio Carrasco Jairo Velasco, Jr. | Cristian Brandi Stephen Noteboom    | 7–5, 6–4      |
| 1997       | Non disputato                            | Non disputato                       | Non disputato |
| 1996       | Emanuel Couto Nuno Marques               | Bernardo Mota Jimy Szymanski        | 6–7, 6–3, 7–5 |
| 1995       | Non disputato                            | Non disputato                       | Non disputato |
| 1994       | Luis Lobo Javier Sánchez                 | Jorge Lozano Roberto Saad           | 7–6, 6–3      |
| 1993 (2)   | Johan De Beer Brent Haygarth             | Cristian Brandi Federico Mordegan   | 6–2, 2–6, 7–6 |
| 1993       | Menno Oosting Daniel Vacek               | Jordi Burillo Javier Sánchez        | 6–3, 7–6      |
| 1992 (2)   | Doug Eisenman Bent-Ove Pedersen          | Jordi Arrese Àlex Corretja          | 1–6, 6–4, 6–2 |
| 1992       | Carl Limberger Tomáš Anzari (3)          | Brian Devening Bent-Ove Pedersen    | 3–6, 6–1, 6–4 |
| 1991 (2)   | Josef Čihák Tomáš Anzari (2)             | Juan Carlos Báguena Andrés Gómez    | 7–5, 6–2      |
| 1991       | Dmitrij Poljakov Tomáš Anzari (1)        | Paul Haarhuis Mark Koevermans       | 3–6, 6–3, 6–4 |
| 1990       | Eduardo Bengoechea Christian Miniussi    | José Manuel Clavet Francisco Roig   | 6–0, 6–3      |
| 1989       | Tomás Carbonell Carlos Costa             | Paul Haarhuis Denis Langaskens      | 6–4, 6–3      |
| 1988       | Michiel Schapers Huub van Boeckel        | Andrej Ol'chovskij Aleksandr Zverev | 6–3, 3–6, 7–6 |
| 1987       | Conny Falk Stefan Svensson               | Ronnie Båthman Michael Tauson       | 7–5, 5–7, 6–3 |
| 1986- 1983 | Non disputato                            | Non disputato                       | Non disputato |
| 1982       | Libor Pimek Thierry Stevaux              | Andy Kohlberg Robbie Venter         | 4–6, 7–6, 7–5 |